# Světlá nad Sázavou
Světlá nad Sázavou es una localidad del distrito de Havlíčkův Brod en la región de Vysočina, República Checa, con una población estimada a principio del año 2018 de 6615 habitantes. 
Se encuentra ubicada al norte de la región, cerca de la orilla del río Sázava —un afluente derecho del río Moldava— y de las regiones de Bohemia Central y Pardubice.

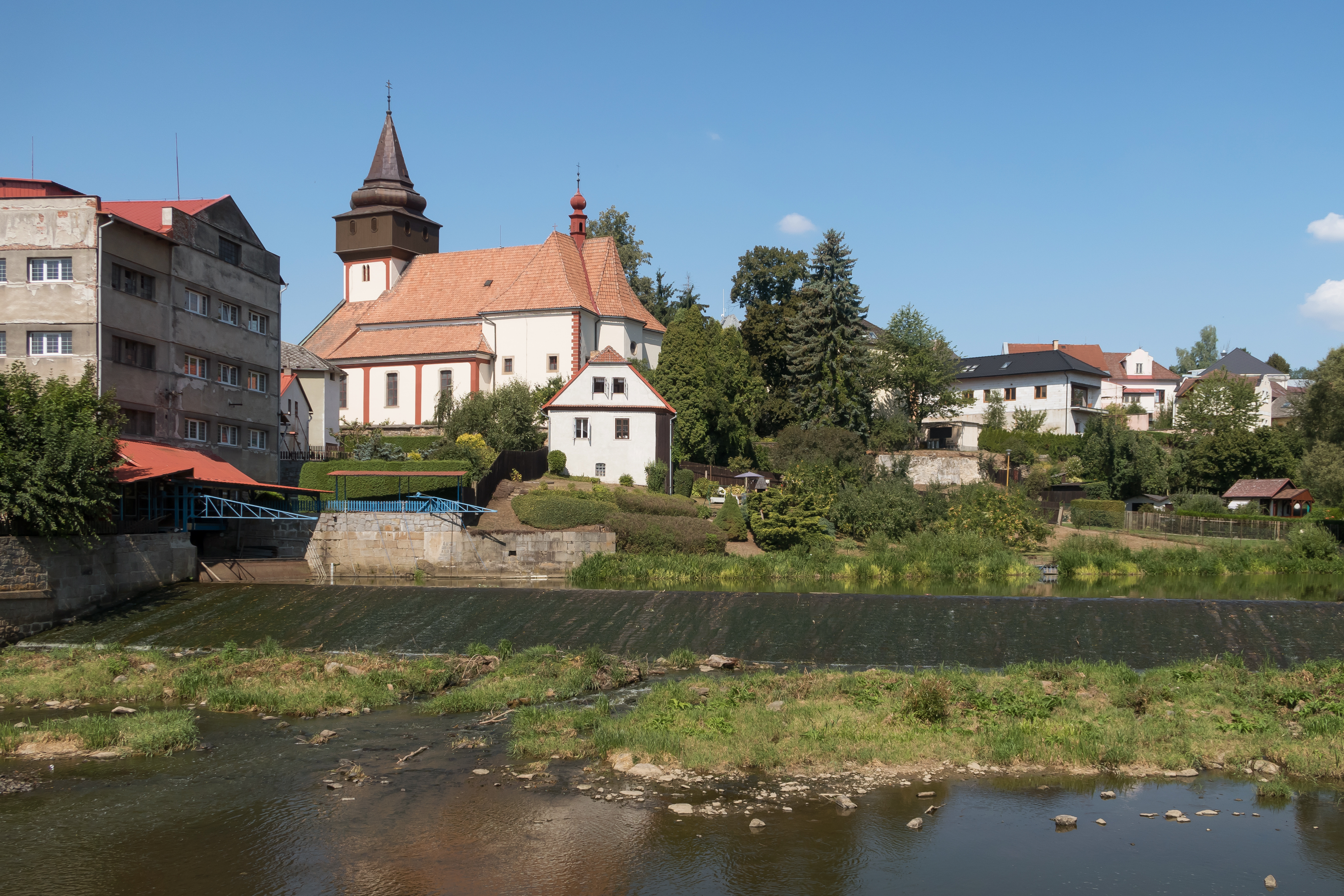
Světlá nad Sázavou, la iglesia: kostel svatého Václava

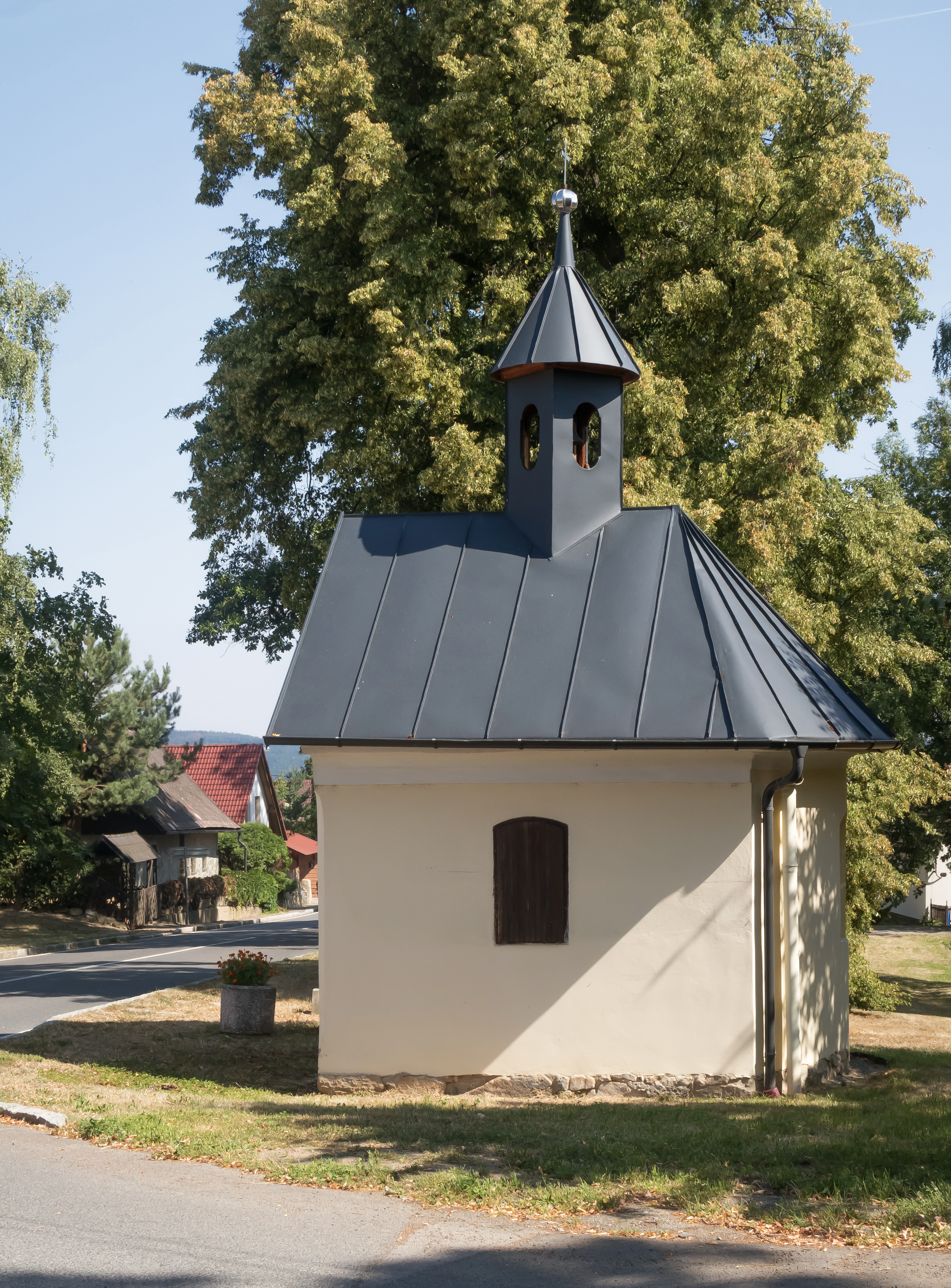
Závidkovice, la capilla